# Refuge de Ribaescorjada
Le refuge de Ribaescorjada est un refuge d'Andorre situé dans la paroisse de Canillo à une altitude de 2 075 ou 2 076 m,.

## Randonnée
Inauguré en 1981 et propriété du Govern d'Andorra, le refuge est non gardé et ouvert toute l'année,. Il possède une capacité d'accueil de 10 personnes,.
On accède au refuge depuis le village d'El Tarter. Le refuge a servi de point de ravitaillement lors des courses seniors et juniors des championnats du monde de course en montagne 2018.

## Toponymie
Ribaescorjada est la forme reconnue par la nomenclature des toponymes andorrans. On trouve cependant également la forme Riba Escorxada.
Riba désigne un « talus » généralement recouvert de végétation et provient du latin ripa (« rive »),.